# موئکو ناگائوکا
موئکو ناگائوکا (انگلیسی: Moeko Nagaoka؛ زادهٔ ۲۹ دسامبر ۱۹۹۳) بازیکن بسکتبال اهل ژاپن است.
وی در مسابقات کشوری و بین‌المللی در مجموع برندهٔ ۲ مدال طلا، ۲ مدال نقره، ۱ مدال برنز شده‌است.